# Campagne, Hérault
Campagne är en kommun i departementet Hérault i regionen Occitanien i södra Frankrike. Kommunen ligger i kantonen Claret som tillhör arrondissementet Montpellier. År 2022 hade Campagne 311 invånare.

## Befolkningsutveckling
Antalet invånare i kommunen Campagne
Referens:INSEE